# Josep Antoni Salvà i Miquel
Josep Antoni Salvà i Miquel (Berga, 3 de març de 1918 - Barcelona, 28 de maig de 2007) fou un farmacòleg i metge català, especialitzat en la investigació dins la Farmacologia experimental i autor d'un gran nombre de publicacions científiques relacionades, sobretot en els camps dels antihistamínics, l'aplicació dels esteroides i el de la hipertensió arterial.
Llicenciat en Medicina per la Universitat de Barcelona el 1943 i doctorat a Madrid dos anys més tard en finalitzar la Guerra Civil Espanyola on participà com a sanitari de l'exèrcit republicà, el 1951 es va llicenciar també en Farmàcia. Fou catedràtic a les Universitats de Cadis, València i de Farmacologia Clínica a la Universitat Autònoma de Barcelona, de la que fou vicerector, i director de l'Institut de Biologia Fonamental. Fou també president de l'Acadèmia de Ciències Mèdiques de Catalunya i Balears (2002-2003), de l'Acadèmia de Farmàcia de Barcelona (1990-1994) i membre de la Reial Acadèmia de Medicina de Catalunya, a més de codirector amb Josep Laporte i Salas de la revista Avances en Terapéutica.
La seva tasca com investigador dins la farmacologia el va dur a ser membre d'institucions científiques internacionals, com la Société Française d'Allérgie, la Société Française de Pharmacodynamie et de Thérapie, la International Society of Chemotherapy o la New York Academy of Sciences, a més de col·laborar amb la indústria farmacèutica, desenvolupant fàrmacs com el Trombocid i l'Aneurol. Va escriure llibres i publicacions científiques com Compendio de quimioterapia y antibióticos, Perspectivas actuales de la terapéutica antiinfecciosa, Calci i antagonistes del calci: una nova perspectiva terapèutica o El Repte de la farmacologia, entre d'altres. Se'l distingí amb la Medalla d'Or de l'Institut Barraquer, com Chevalier de l'Orde de les Palmes Acadèmiques de França, amb la Creu del Mèrit de Primera Classe de la República Federal Alemanya o la Medalla Narcís Monturiol de la Generalitat de Catalunya.